# レベルアップ英文法
『レベルアップ英文法』（レベルアップえいぶんぽう）は、NHKラジオ第2放送で2006年度から2007年度まで放送された英語教育番組のひとつ。

## 概要
講師は、駒沢女子大学人文学部国際文化学科助教授の太田洋、パートナーはルースアン・モリズミ（RuthAnn Morizumi）とピーター・ヴァン・ガーム（Peter von Gomm）。
2004年度まで放送され、リスニング力を鍛えることが目的だった「英語リスニング入門」に代わり、英文法を鍛えることを目的としている。販売されている放送テキストはB5判サイズで、「英語リスニング入門」のA5判から「基礎英語1」「基礎英語2」と同様となった。
2008年度から「基礎英語3」が放送される。
NHKの英会話講座に独自につけられているレベルの目安で、レベル3（中学3年レベル）と位置づけられている。

## 放送時間
月曜日、水曜日、金曜日が本放送となり、火曜日・木曜日・土曜日は前日の再放送となる。
- 月 - 土
  - 午前 6時30分 - 6時45分
  - 午前 11時10分 - 11時25分
  - 午後 7時00分 - 7時15分

## 放送内容

### 2007年度
父の転勤によって米国テキサス州ヒューストンに住むことになった日本人少年カズを主人公に、クラスメイトのチャーリーや隣人のダン夫妻との交流、異文化との出会いを描くストーリーを中心とした講座。
月ごとの放送内容。
- 4月： 現在形、過去形、未来、現在進行形、過去進行形
- 5月： 受動態、現在完了、現在完了進行形
- 6月： 語順（基本的語順、疑問文、形容詞）、There is....
- 7月： 天候・時間・距離を表すit、接続詞、主語+動詞+that節、SVOO、SVOC、間接疑問文
- 8月： 復習
- 9月： 関係代名詞、現在分詞･過去分詞の後置修飾
- 10月： 関係代名詞の省略、不定詞、動名詞
- 11月： 動詞+人+不定詞、would like to...、It...to〜、疑問詞+to、動詞+人+疑問詞+to、比較
- 12月： 助動詞
- 1月： いろいろな表現・慣用表現(1)
- 2月： いろいろな表現・慣用表現(2)
- 3月： 関係副詞、仮定法、分詞構文

### 2006年度
横浜在住の中学3年生の少年菊池健太、福岡から転校して来たダンス好きの少女斎藤あや、アメリカ人英語教師のMr.Lewisを中心としたダイアローグに沿って、英文法を学んで行く講座。
月ごとの放送内容。
- 4月： 現在形、過去形、未来、現在進行形、過去進行形
- 5月： 現在完了
- 6月： 語順 (1)、現在分詞･過去分詞の前置修飾
- 7月： 語順 (2)、前置詞句、現在分詞･過去分詞の後置修飾
- 8月： 復習（5月から7月の再放送）
- 9月： 関係代名詞
- 10月： S+V+that節、不定詞、動名詞、S+V+O+不定詞
- 11月： It...to〜、S+V+O+C (1)、間接疑問文
- 12月： S+V+O+C (2)（let,make+O+動詞の原形）、助動詞
- 1月： 比較
- 2月： S+V+O+C (3)（知覚動詞+O+動詞の原形、現在分詞、have+O+過去分詞）、句動詞、使い方に注意しなくてはいけない動詞
- 3月： 関係副詞、仮定法、付帯状況の分詞構文

## 関連書籍
- 『NHK CD BOOK よくわかる! 英文法の基本ポイント10』太田洋/リサ・ボンド 著 (NHK出版)
2007年度の放送内容をまとめた書籍